# Monastýr svatého Václava a svaté Ludmily
Monastýr svatého Václava a svaté Ludmily je ženský pravoslavný klášter spadající pod pražskou pravoslavnou eparchii nacházející se v Loděnici u Berouna.
Monastýr je zasvěcen svatému Václavu a svaté Ludmile, spojené s nedalekým hradištěm Tetín.

## Budova
Monastýr se nachází na zámečku Loděnice, jehož rekonstrukce proběhla v roce 2010. Původně neorenesanční zámek, který si nechal v roce 1873 postavit pražský podnikatel Antonín Cífka jako své rodinné sídlo. Později v jeho okolí vznikl údajně první tenisový kurt v Čechách. Po první světové válce budova změnila funkci – byla tu mimo jiné stáčírna likérů a kanceláře. Od roku 1924 budovu vlastnila Církev adventistů sedmého dne, která zde provozovala misijní školu pro národy slovanské. V roce 1936 koupil zámeček pražský klenotník Václav Trouška. Po druhé světové válce nebyl důsledně udržován a začal chátrat. V roce 1991 zámeček restituovala rodina Troušků, která ho prodala v roce 1999.

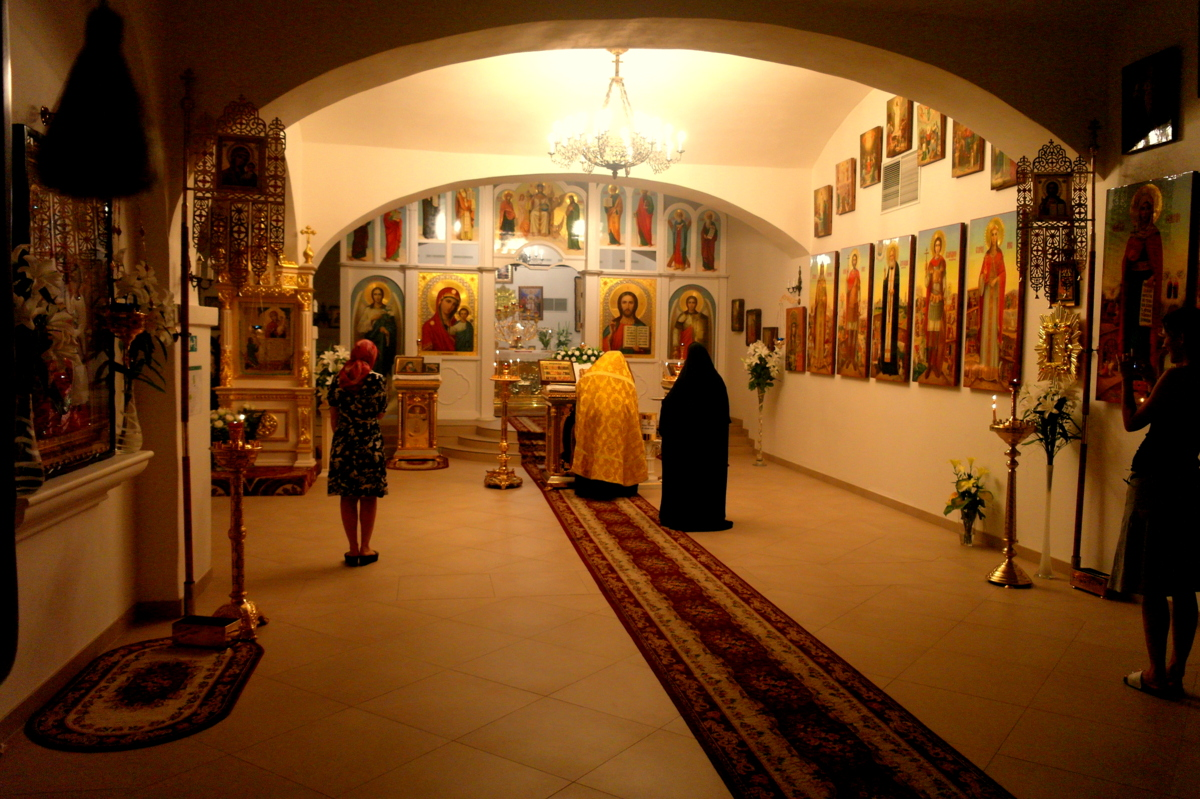
Interiér kaple monastýru

V roce 2008 ho získala pravoslavná církev, která s pomocí ruského investora provedla rekonstrukci v pravoslavném duchu, která však byla kritizována z důvodu zásadní změny vzhledu. Vedle zámku byla obnovena původní vinice, kam byl přidán také pravoslavný kříž. Mezi zámkem a vinicí je samostatná nízká zvonice s 10 zvony, na zvonkohru hrají každou neděli v 9.55 hodin samy sestry, které ji rozeznívají pomocí rukou a nohou.

## Klášter

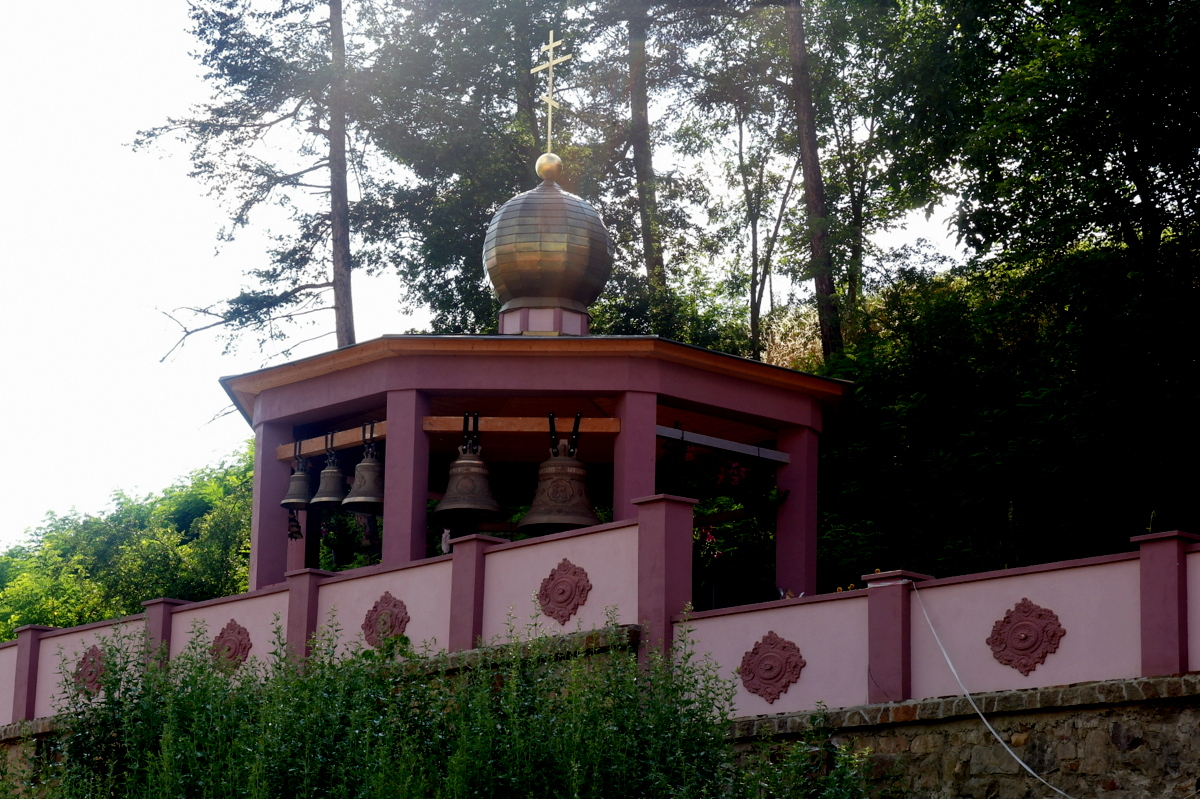
Zvonice monastýru

První úsilí o založení ženského kláštera vzešlo ze žádosti arcibiskupa Kryštofa, pravoslavného metropolity českých zemí v roce 2004, který požádal ukrajinské pravoslavné řeholní sestry z Chustu v Zakarpatské oblasti, aby v Čechách založily řeholní společenství. Od roku 2004 sídlilo v Monastýru svatého Prokopa Sázavského v Mostě. V roce 2006 byl založen pravoslavný monastýr svatého Václava a svaté Ludmily, který od roku 2008 sídlil v obci Loučky u Nového Sedla v Karlovarském kraji.
Slavnostní otevření kláštera v Loděnici proběhlo 22. prosince 2013 za přítomnosti slavnostních hostů jako byl velvyslanec Ukrajiny v České republice Boris Zajčuk, zástupci Ukrajinské pravoslavné církve Moskevského patriarchátu a archimandrita Martin Marek Krupica, který zároveň vykonal první božskou liturgii a obřad k založení kláštera.